# 白川宏
白川 宏（しらかわ ひろし、1921年11月20日 - 1991年8月16日）は、日本の経営者。東陶機器社長を務めた。

## 経歴
福岡県行橋市出身。1946年に京都帝国大学法学部政治学科を卒業し、同年に東洋陶器に入社。
1965年1月に取締役に就任し、常務、専務、副社長を経て、1985年2月から1987年2月までに社長を務めた。
1985年に藍綬褒章を受章。